# Région de l'Hunter
 (décembre 2022).
Si vous disposez d'ouvrages ou d'articles de référence ou si vous connaissez des sites web de qualité traitant du thème abordé ici, merci de compléter l'article en donnant les références utiles à sa vérifiabilité et en les liant à la section « Notes et références ».

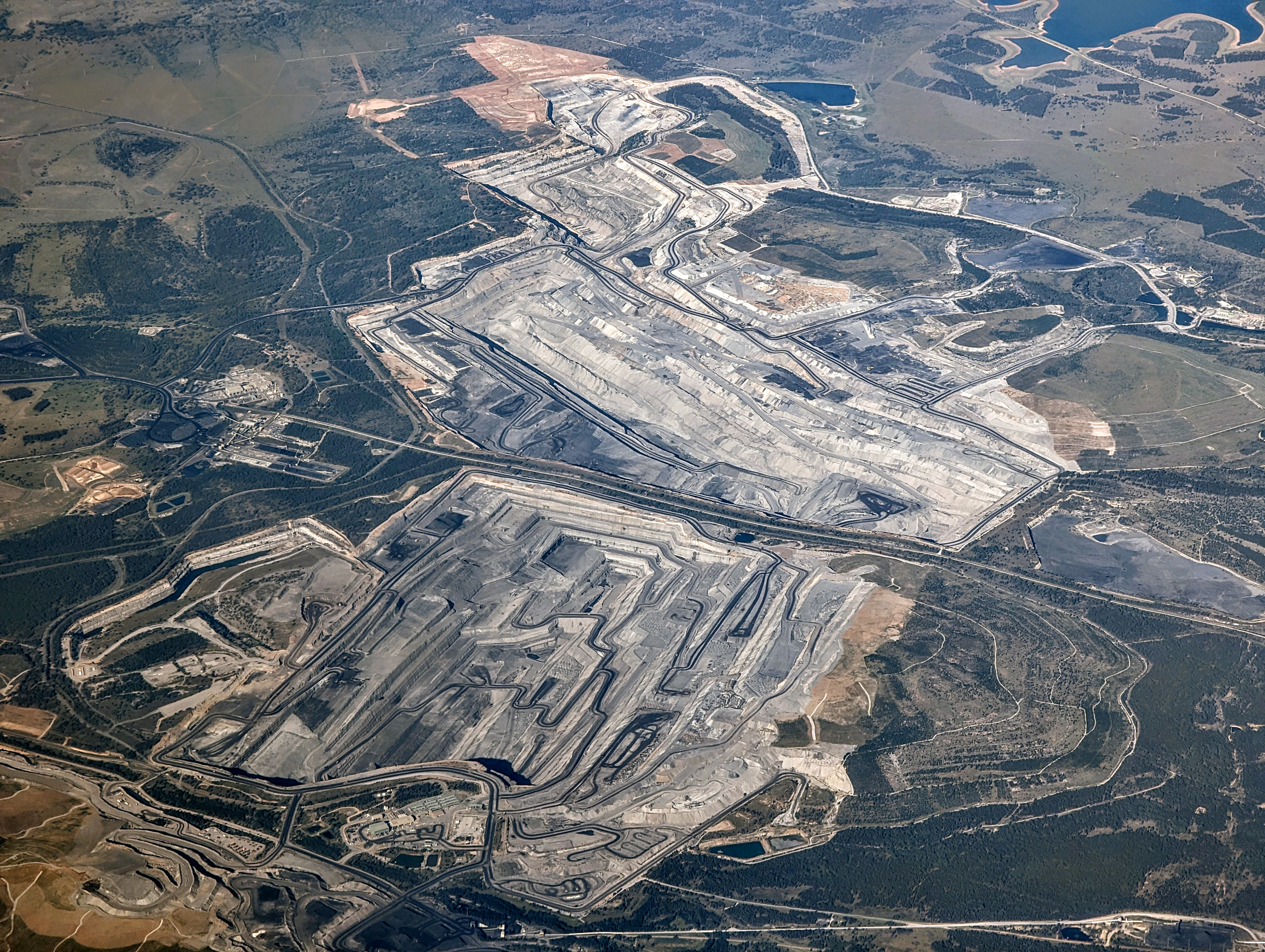
Vue aérienne de la mine de charbon Ravensworth dans la vallée du fleuve Hunter.

La région de l'Hunter (en anglais : Hunter Region), communément appelée « vallée de l'Hunter » (Hunter Valley) est une région située dans l'État de Nouvelle-Galles du Sud en Australie. Elle correspond à la vallée du fleuve du même nom.
La population de la région est d'environ 700 000 habitants dont la plupart vivent à Newcastle la principale ville de la région. Il y a cependant d'assez nombreuses ville et villages dans la vallée.
La région est connue pour ses vignobles et son industrie minière.
La vallée est parcourue par le fleuve Hunter. C'est un des principaux cours d'eau de Nouvelle-Galles du Sud.

## Économie
La région est une des régions viticoles les plus célèbres d'Australie et produit aussi bien des vins rouges que blancs.
On trouve aussi de l'élevage bovin, tant pour le lait que pour la viande.
La principale activité économique de la région reste tout de même l'industrie minière du charbon, essentiellement orientée vers l'exportation. Le charbon est transporté par chemin de fer jusqu'au port de Newcastle qui est le plus grand port charbonnier au monde. Une partie du charbon est utilisée localement dans des centrales électriques.

## Tourisme
La Hunter Valley est une des principales destinations touristiques de la Nouvelle-Galles du Sud. La région de Pokolbin possède un grand nombre de propriétés vinicoles, de restaurants, de boutiques, de terrains de golf, de fermes d'hôtes. D'autres régions dans la vallée sont aussi connues pour leurs vins. La partie supérieure de la vallée autour de Scone est une des plus grandes régions d'élevage de chevaux au monde.

## Villes
Newcastle, à l'embouchure du fleuve Hunter est la plus grande ville de la région avec, dans sa banlieue Lake Macquarie. Les autres villes importantes sont Port Stephens, Maitland, Cessnock, Kurri Kurri, Singleton, Scone et Muswellbrook.